# 紐約時報公司
紐約時報公司是一家出版《紐約時報》的美國大眾傳媒公司。其的總部設在紐約曼哈頓。

## 历史
该公司是由亨利·賈維斯·雷蒙德和喬治·瓊斯在紐約市創立的。1851年9月18日出版的《紐約時報》（The New York Times）第一版指出：“我們今天出版了《紐約每日時報》（The New York Daily Times）的第一期，並打算在今後無限期內每天早上（星期日除外）發行。”
1994年11月，該公司進入有線電視頻道行業，收購了爆米花頻道（Popcorn channel）40%的股權，這是一個戲劇電影預演和當地電影時報。
2003年1月1日，該公司以6500萬美元收購了《華盛頓郵報》持有的《國際先驅論壇報》（IHT）50%的股權，成為唯一所有者。
2005年3月18日，該公司以4.1億美元收購了線上消費者資訊提供商About.com。2005年，該公司向投資者報告了34億美元的收入。
《紐約時報》於2006年8月25日以3500萬美元收購了Baseline StudioSystems，這是一家線上資料庫和影視行業研究服務機構。
該公司於2006年9月12日宣佈，决定出售旗下廣播媒體集團，該集團由“九家網絡附屬電視臺及其相關網站和數位運營中心”組成，該公司已達成協議，將九家地方電視臺全部出售給私募股權投資公司橡樹山資本合夥公司，後者隨後為這些電視臺成立了一家控股公司——地方電視有限責任公司。該公司宣佈，已於2007年5月7日完成了對其廣播媒體集團的出售，“大約5.75億美元”。
2007年5月7日，該公司宣佈其About.com網絡資訊服務公司將以3300萬美元的現金收購Consumersearch.com（原productreviewnet.com），這是一個收集消費品評論的網站。
該公司從西43街229號遷至時代廣場西側第八大道620號的《紐約時報》大樓，位於紐約港務局和紐澤西巴士總站對面的第40街和第41街之間。
2009年7月14日，該公司宣佈將WQXR出售給WNYC，WNYC將該電臺移到105.9FM，並於2009年10月8日開始將該電臺作為非商業電臺運營。這筆4500萬美元的交易涉及Univision Radio的WCAA從105.9FM移到96.3FM頻率，結束了泰晤士報長達65年的電視臺所有權。
2011年12月，該公司以1.43億美元的價格將其區域媒體集團出售給《代托納海灘新聞報》的所有者哈利法克斯媒體集團。《波士頓環球報》（Boston Globe）和《伍斯特電報報》（Telegram&Gazette of Worcester）並不是此次出售的一部分。2011年，《紐約時報》將Baseline StudioSystems出售給了它的原始所有者勞裡·S·Silvers和Mitchell Rubenstein，Project Hollywood LLC的大股東。
2011年，面對《紐約時報》印刷廣告收入的下滑，纽约时报公司在網站上引入了付費牆。截至2012年，該網站取得了一定的成功，獲得了幾十萬份訂閱，年收入約1億美元。
2013年，紐約時報公司將《波士頓環球報》和其他新英格蘭媒體資產出售給了約翰·W·亨利，波士頓紅襪隊的主要老闆。據泰晤士報稱，此舉是為了更加專注於覈心品牌。
2020年3月，這家紐約時報公司收購了基於訂閱的音訊應用程序Audm。
2020年7月，紐約時報公司收購了播客製作公司Serial Productions。同月，該公司任命首席運營官馬里帝茲•科皮特•萊文（Meredith Kopit Levien）為首席執行官。

### 無線電臺
該報於1944年收購了調幅電臺WQXR（1560千赫）。其“姊妹”調頻電臺WQXQ將成為WQXR-FM（96.3兆赫）。品牌為“紐約時報的廣播電臺”，其古典音樂廣播格式在AM和FM頻率上同時播放，直到1992年12月，WNEW電臺（1130千赫–現在的WBBR/“彭博電臺”）的大波段和流行標準音樂格式被WQXR轉讓並採用；由於認識到格式的變化，WQXR將其呼叫函改為WQEW（“WQXR”和“WNEW”的“混合”組合）。到1999年，《紐約時報》將WQEW租賃給ABC廣播公司，用於其“迪士尼廣播”格式。[27]2007年，WQEW最終被迪士尼收購；2014年末，它被出售給家庭廣播（一個宗教廣播網絡）並成為WFME。2009年7月14日，宣佈WQXR-FM將出售給WNYC廣播集團，WNYC廣播集團於2009年10月8日將電臺從96.3兆赫移至105.9兆赫（與西班牙語電臺WXNY-FM交換頻率，它希望更强大的發射機新增其覆蓋範圍），並開始經營它作為一個非商業，公共電臺。